# 塩士暖
塩士 暖（しおじ だん、2006年5月18日 - ）は、石川県輪島市出身のプロ野球選手（投手・育成選手）。右投右打。福岡ソフトバンクホークス所属。

## 経歴

### プロ入り前
輪島市立大屋小学校では陸上部に所属し、輪島市立輪島中学校で本格的に野球を始め、軟式野球部に所属して外野手であった。
門前高校へ入学すると、1年春からベンチ入り。1年夏の石川大会は中堅手として2試合に先発出場して2回戦敗退であった。1年秋は県大会初戦（小松大谷との2回戦）で敗退。2年春の県大会では初戦（金沢龍谷との2回戦）に2番手で登板したが、チームは敗退した。2年夏からエースナンバーを背負い、石川大会では初戦（石川高専との2回戦）に先発、2年秋の県大会は初戦（羽咋工業との1回戦）に3番手で登板したが、いずれも初戦敗退であった。
2024年1月1日の能登半島地震で被災し、自宅は全壊。学校も再開の目途が立たず、避難所の手伝いをする生活が2週間ほど続き、体重は5kgほど落ちた。ただ、自宅が金沢市／小松市にあるチームメイト2名の母親からの提案で、その後はチームメイトの自宅に泊めてもらいながら自主練習をする日々が3月まで続き、体重も8kg増加。3年春の県大会は初戦（星稜との2回戦）に先発してチームは敗れたものの、3年夏の石川大会では小松市立との1回戦で6回コールドの参考記録ながらノーヒットノーランを達成し、1年夏以来となる初戦突破。その後も勝ち進み、エースとしてチームを史上初のベスト8に導いた。
10月24日に開催されたドラフト会議にて、福岡ソフトバンクホークスから育成13位指名を受けた。11月14日には支度金300万円・年俸360万円（金額はいずれも推定）で入団に合意。12月9日に背番号が152と発表された。

## 選手としての特徴
最速145km/hのストレートが自慢の右腕。担当スカウトの松本輝は「体のバネがあって投手としてすごく良い素材」と評する。

## 詳細情報

### 背番号
- 152（2025年[16] - ）